# Ignacio Azkarate
Ignacio Azkarate Artazkoz (Bilbao, 15 de julio de 1929) es un exfutbolista que jugaba como delantero.

## Trayectoria
Sus inicios en el mundo del balompié se produjeron en el Colegio Santiago Apóstol. Al iniciar sus estudios en la Universidad de Deusto, para licenciarse en Derecho, pasó a jugar con el equipo universitario. Su siguiente destino fue el Larramendi, antes de desembarcar en las filas de la SD Indauchu.
En la temporada 1952-53 marcó catorce tantos con el Barakaldo CF, como cedido por el Athletic Club. Al acabar la campaña, se incorporó al Athletic Club. En su debut, el 21 de marzo de 1954, marcó un tanto ante el Atlético de Madrid en San Mamés. Pasó tres temporadas más en el equipo vizcaíno antes de retirarse, logrando seis goles en veintinueve partidos.

## Clubes
| Club          | País   | Temporada   | Goles |
| ------------- | ------ | ----------- | ----- |
| La Salle      | España | 1943 - 1944 | -     |
| SD Deusto     | España | 1944 - 1949 | -     |
| Larramendi    | España | 1949        | -     |
| SD Indautxu   | España | 1950 - 1952 | -     |
| Barakaldo CF  | España | 1952 - 1953 | 14    |
| Athletic Club | España | 1953 - 1957 | 6     |

## Palmarés
| Título                     | Club          | País   | Año     |
| -------------------------- | ------------- | ------ | ------- |
| Copa del Generalísimo      | Athletic Club | España | 1955    |
| Primera División de España | Athletic Club | España | 1955-56 |
| Copa del Generalísimo      | Athletic Club | España | 1956    |